# Altar für Jupiter (Wernstein am Inn)

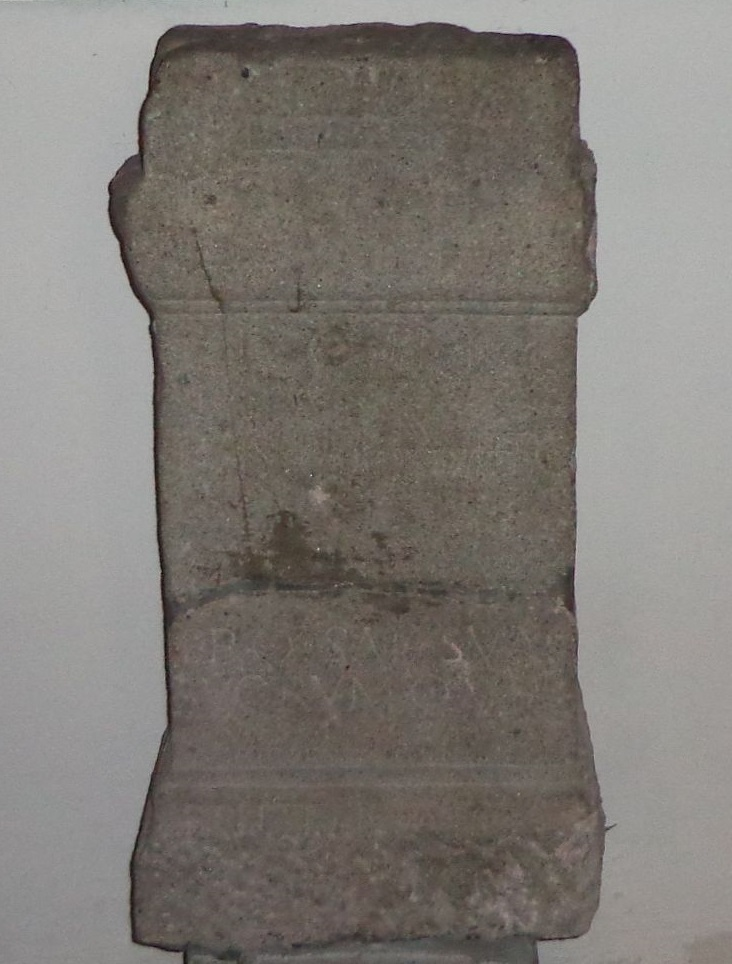
Römischer Weihestein des Marcus Rustius Iunianus in der Pfarrkirche Wernstein am Inn

Der Altar für Jupiter, ein 1862 in Wernstein am Inn im Bezirk Schärding in Oberösterreich entdeckter römischer Weihestein, wurde während der ersten Hälfte des 3. Jahrhunderts für den Gott Jupiter errichtet (Weihedatum 14. Mai 230 n. Chr.). Er befindet sich heute in der Pfarrkirche Wernstein am Inn.

## Beschreibung
Der sogenannte „Römerstein von Wernstein“ wurde 1862 bei Bauarbeiten an der Pfarrkirche Wernstein am Inn an der Außenmauer der Sakristei entdeckt, wo er beim Kirchenbau als Spolie vermauert worden war. In älteren Ausgaben der Österreichischen Kunsttopographie und des Dehio-Handbuchs ist daher noch die Rede davon, dass sich der Stein „außen am Chorhaupt“ der Pfarrkirche befinde. Heute ist der Stein an der südlichen Innenwand des Langhauses aufgestellt. Das Monument besteht aus Sandstein. Höhe 90 cm, Breite 45 cm, Tiefe 28 cm, Buchstabenhöhe 4–4,5 cm. Höhe des Sockels 32 cm.
Die sehr verwitterte Inschrift (ediert als CIL 03, 05690) nennt Marcus Rustius Iunianus, einen beneficiarius consularis (Unteroffizier mit polizeiähnlichen Aufgaben) der Legio II Italica, als Stifter. Sie lautet:

„I(ovi) O(ptimo) M(aximo) / M(Arcus) RUSTIUS P(ublii) [F(ilius)] / IUNIANUS B(ene)F(iciarius) CO(nsularis) LEG(ionis) II ITAL(icae) P(iae) F(idelis) / [Se]V[erianae] / PRO SAL(ute) SUA / SUORUMQUE / V(otum) S(olvit) L(ibens) M(erito) / AGRICOLA ET CLEMENTINO CO(n)S(ulibus) / PR(idie) ID(us) MAI(a)S“

Dem gnädigsten und allmächtigen Jupiter. Marcus Rustius Iunianus, Sohn des Publius, beneficiarius consularis der Legio II Italica Pia Fidelis Severiana, [weihte diesen Altar] für sein Heil und das der Seinen. Er löste [damit] ein Gelöbnis ein, freudig und gerne nach Verdienst. Unter dem Konsulat des Agricola und des Clementinus am Vortag der Iden des Mai.
Der Altar wurde am 14. Mai 230 n. Chr. aufgestellt. Die exakte Datierung der Aufstellung ist durch die Nennung des gemeinsamen Consulats von Agricola und Clementinus gegeben. Zu den typischen Aufgaben der als Benefiziarier eingesetzten römischen Soldaten gehörte es, die Straßen zu überwachen. Am Ende der erfolgreich absolvierten Dienstzeit in der Legion war es Brauch, die Götter durch die Stiftung eines Weihesteins zu ehren. Mit dem Votivstein des Marcus Rustius Iunianus ist für die Provinz Noricum an der rechten Inn-Ufer-Straße, im näheren oder weiteren Umfeld des heutigen Ortes Wernstein am Inn, ein römischer Straßenposten belegt.

## Volkssage
Nach einer in Wernstein im Volksmund erzählten Sage soll der Stein von römischen Soldaten gestiftet worden sein, „die von Germanen überwältigt und gefesselt worden waren. Als in der Nacht ein Gewitter kam, machten sie ein Gelübde, dass sie einen Dankstein in Auftrag geben wollen, wenn sie Jupiter befreit. Ein Blitz schlug in einen Baum ein, der auf die Bewacher der Soldaten fiel und diese außer Gefecht setzte. So konnten sie die Fesseln lösen und entkommen. Als Dank wurde dann dieser Stein gesetzt.“ Wie die Übersetzung der lateinischen Stiftungsinschrift zeigt, handelt es sich bei der volkstümlichen Deutung des Steins um reine Legende.